# Alessandra Herrera
Alessandra Gilda Herrera Jara (Jesús María, 17 de marzo de 1976) es una abogada peruana. Fue la ministra de Energía y Minas del Perú, en febrero y posteriormente entre mayo a noviembre de 2022; en el gobierno de Pedro Castillo.

## Biografía
Alessandra Gilda nació el 17 de marzo de 1976 en el distrito peruano de Jesús María.
Recibió el título de abogada por la Universidad de San Martín de Porres.
Es colegiada en el Colegio de Abogados de Lima.
Realizó estudios de diplomatura en Realidad Nacional para el Desarrollo de Inversiones, Administración y Gestión de Empresas. Así como otro diplomado en Derecho de la Minería y del Medio Ambiente.
Tiene un  maestría en compliance por la Universidad de Salamanca.

### Trayectoria
Cuenta con experiencia en relaciones comunitarias, minería, recursos naturales, participación ciudadana y análisis, gestión y prevención de conflictos.
Entre marzo del 2015 y febrero del 2017, durante los gobiernos de Ollanta Humala y Pedro Pablo Kuczynski, trabajó como directora general de la Dirección General de Formalización Minera del Minem. También trabajó en la Dirección General de Orden Público del Ministerio del Interior.
Durante su paso por el Midagri, trabajó como directora de la Oficina de Asesoría Jurídica.
Se desempeñó como asesora de la Dirección Ejecutiva de Agro Rural.

### Ministra de Estado

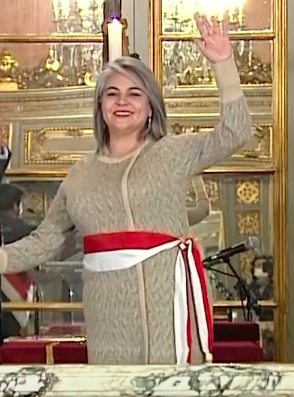
Herrera en su posesión como ministra

El 1 de febrero de 2022, fue nombrada y posesionada por el presidente Pedro Castillo como ministra de Energía y Minas del Perú. Mantuvo este cargo hasta el día 8 del mismo mes, cuando el presidente Castillo hizo una recomposición de su gabinete.
El 22 de mayo del mismo año, nuevamente fue nombrada y posesionada por el presidente Castillo como ministra de Energía y Minas del Perú. Mantuvo este cargo hasta el 25 de noviembre siguiente, cuando el presidente Castillo hizo una recomposición de su gabinete.